# 立陶宛蘇維埃社會主義共和國國徽

立陶宛蘇維埃社會主義共和國國徽啟用於1940年，是仿照蘇聯國徽設計的。
呈圓形 （故不符合傳統的紋章學規則），中為旭日初升之象，上方有紅色五角星和鎚子與鐮刀，象徵社會主義的勝利。
外圍由橡樹枝條和麥穗構成的花環裝飾。飾帶分別以俄語和立陶宛語書有蘇聯國家格言，即「全世界無產者，聯合起來！」。下方以立陶宛語書有「立陶宛蘇維埃社會主義共和國」的首字母。
1990年，原來的立陶宛國徽恢復使用。
1. ↑  Rimša, Edmundas. . Versus aureus. 2005: 92. ISBN 9955-601-73-6.